# 金錢雞
金錢雞是传统粤菜烧味，选用肥瘦豬肉和鸡肝，提前腌渍一夜，将鸡肝、肥肉、瘦肉串在一起，用叉烧汁慢火烧制，中途要涂抹蜜糖和麻油。成菜外脆里酥，爽口甘香。串烧形似金钱，又吉与鸡谐音，所以叫金钱鸡。